# Дискографія Luniz
Luniz — американський реп-гурт. Нижче наведено його дискографію.

## Студійні альбоми
| Operation Stackola                                                     | - Випущений: 4 липня 1995 - Лейбл: Noo Trybe Records, C-Note Records - Формат: CD, LP, касета, завантаження музики | 20 | 1  | - RIAA: Платиновий |
| Lunitik Muzik                                                          | - Випущений: 11 листопада 1997 - Лейбл: Noo Trybe, C-Note - Формат: CD, LP, касета, завантаження музики            | 34 | 8  |                    |
| Silver & Black                                                         | - Випущений: 13 серпня 2002 - Лейбл: Rap-A-Lot - Формат: CD, LP, касета, завантаження музики                       | —  | 53 |                    |
| «—» означає, що запис не потрапив до чарту чи не був виданий у країні. | |    |    |                    |

## Мікстейпи
| Рік  | Назва                                                                                                  |
| ---- | --- |
| 2015 | High Timez - Випущений: 17 квітня 2015 - Лейбл: Smoke-A-Lot Records, Numworld Music, Zoo Entertainment |

## Компіляції
| Рік  | Назва                                                                                             |
| ---- | ------------------------------------------------------------------------------------------------- |
| 1997 | Bootlegs & B-Sides - Випущений: 18 лютого 1997 - Лейбл: C-Note Records                            |
| 2005 | Greatest Hits - Випущений: 10 травня 2005 - Лейбл: C-Note Records                                 |
| 2008 | The Lost Tapes - Випущений: 15 січня 2008 - Лейбл: Godzilla Entertianment, Numworld Entertainment |
| 2008 | The Lost Tapes 2 - Випущений: 19 червня 2008 - Лейбл: Godzilla, Numworld                          |

## Міні-альбоми
- 1994: (Formally Known as The LuniTunes)[2]

## Сингли
| 1995                                                                   | «I Got 5 on It» (з участю Michael Marshall) | 8 | 4  | 2  | 3  | 2 | 6 | 2 | - RIAA: Платиновий | Operation Stackola            |
| 1995                                                                   | «Playa Hata»                                | — | 51 | 13 | 20 | — | — | — |                    | Operation Stackola            |
| 1996                                                                   | «X.O.»                                      | — | —  | —  | —  | — | — | — |                    | Original Gangstas (саундтрек) |
| 1997                                                                   | «Jus Mee & U»                               | — | —  | —  | —  | — | — | — |                    | Lunitik Muzik                 |
| 1997                                                                   | «Hypnotize»                                 | — | —  | —  | —  | — | — | — |                    | Lunitik Muzik                 |
| 1998                                                                   | «I Got 5 on It (Urban Takeover Remix)»      | — | —  | —  | 28 | — | — | — |                    |                               |
| 2002                                                                   | «A Piece of Me»                             | — | —  | —  | —  | — | — | — |                    | Silver & Black                |
| «—» означає, що запис не потрапив до чарту чи не був виданий у країні. |                                             |   |    |    |    |   |   |   |                    |                               |